# Jerzy Mazurek (historyk)
Jerzy Mazurek (ur. 13 listopada 1961 w Kosowicach) – polski historyk i literaturoznawca, doktor habilitowany nauk humanistycznych, profesor Uniwersytetu Warszawskiego. Zajmuje się historią emigracji z ziem polskich do krajów Ameryki Łacińskiej i historią Polski XIX i XX wieku, a także historią regionalną.

## Życiorys
Urodził się 13 listopada 1961 roku we wsi Kosowice. Syn Bolesława i Józefy z domu Skrzątek. Absolwent Liceum Zawodowego w Opatowie i XXVII Rocznego Studium Bibliotekarskiego w Jarocinie. Ukończył studia na Uniwersytecie Warszawskim, w 1988 roku otrzymał tytuł magistra bibliotekoznawstwa i informacji naukowej, a w roku 1991 – magistra historii. Ponadto odbył studia podyplomowe w zakresie muzealnictwa i historii sztuki (Wydział Historyczny UW) oraz zarządzania (Wydział Zarządzania UW). Przez wiele lat pracował jako dziennikarz w czasopiśmie dla wsi – „Gromada – Rolnik Polski”. W latach 1995–1996 był redaktorem naczelnym „Gazety Rolniczej”. W 1994 roku był stypendystą The Marshall Fund w Waszyngtonie. W czerwcu 2006 roku obronił na Wydziale Humanistycznym Uniwersytetu Szczecińskiego napisaną pod kierunkiem Andrzeja Furiera rozprawę doktorską na temat „Ruch ludowy wobec wychodźstwa chłopskiego do krajów Ameryki Łacińskiej (do 1939 roku)”. W 2014 roku na Wydziale Neofilologii UW uzyskał stopień doktora habilitowanego w zakresie literaturoznawstwa na podstawie dorobku naukowego i rozprawy Piórem i czynem. Kazimierz Warchałowski (1872–1943) – pionier polskiego osadnictwa w Brazylii i Peru. W roku 1998 został wicedyrektorem w Muzeum Historii Polskiego Ruchu Ludowego w Warszawie, od 2003 roku jest wykładowcą (w latach 2010–2021 adiunktem) w Instytucie Studiów Iberyjskich i Iberoamerykańskich Uniwersytetu Warszawskiego. W latach 2016–2020 był przewodniczącym Rady Naukowej Instytutu, a od 2020 jest kierownikiem Zakładu Brazylianistyki. Od roku 2006 wydaje serię wydawniczą zatytułowaną „Biblioteka Iberyjska”. Ukazało się w niej ponad 200 książek, związanych z iberyjskim i iberoamerykańskim, a także portugalskojęzycznym obszarem kulturowym, a przede wszystkim z jego polskimi kontekstami.

## Odznaczenia
- Srebrny Krzyż Zasługi (1999)
- Srebrny Medal „Labor Omnia Vincit”, przyznany przez Towarzystwo im. Hipolita Cegielskiego w Poznaniu (2011)
- Zasłużony dla Kultury Polskiej (2014)
- Medal Pamiątkowy „Pro Masovia”, nadany przez Marszałka Województwa Mazowieckiego (2015).
- W 2018 roku w siedzibie Ambasady Brazylii w Warszawie został uhonorowany jednym z najwyższych odznaczeń państwowych Brazylii – Krzyżem Komandorskim Orderu Rio Branco[5][6].
- Medal Uniwersytetu Warszawskiego nadany z okazji 50-lecia Iberystyki (2022)

## Publikacje
Wybrane publikacje:
- Kraj a emigracja. Ruch ludowy wobec wychodźstwa chłopskiego do krajów Ameryki Łacińskiej (do 1939 roku) (Warszawa 2006)
- „Józek, co robisz?” Zbrodnia na Żydach popełniona przez AK we wsi Kosowice, „Zagłada Żydów. Studia i Materiały”, nr 7, 2011, s. 395–421 [wersja angielska: “Józek, what are you doing?” The Massacre of Jews Committed by the AK in the Village of Kosowice, “Holocaust Studies and Materials”, v. 3, s. 405-432]
- „Barwy Białe” w drodze na pomoc walczącej Warszawie. Zbrodnie AK na Żydach, „Zagłada Żydów. Studia i Materiały”, nr 7 (2011), s. 422–465 (współautor: Alina Skibińska) [wersja angielska: “Barwy Białe” on their Way to Aid Fighting Warsaw. The Crimes of the Home Army against the Jews, “Holocaust Studies and Materials”, v.3, s. 433–480]
- Piórem i czynem. Kazimierz Warchałowski (1872–1943) – pionier polskiego osadnictwa w Brazylii i Peru (Warszawa 2013)
- Ks. Henryk Roman Nowacki (1891-1968), odnowiciel chorału gregoriańskiego w Polsce, [w:] Historia. Memoria. Scriptum. Księga jubileuszowa z okazji osiemdziesięciolecia urodzin Profesora Edwarda Potkowskiego, pod red. Jacka Krochmala (Warszawa 2015), s. 448–452.
- „Czy nie lepiej śmiać się, niż płakać”. Życie i twórczość komediowa Mieczysława Fijałkowskiego z Kossowic, „Zeszyty Sandomierskie. Biuletyn Towarzystwa Naukowego Sandomierskiego”, nr 42, (2016), s. 36–45
- A Polônia e seus emigrados na América Latina (Goiânia 2016)
- Rodzina ks. Kacpra Kotkowskiego z Czerwonej Góry w świetle nowych źródeł, „Zeszyty Sandomierskie. Biuletyn Towarzystwa Naukowego Sandomierskiego”, nr 43 (2017), s. 21–31
- Brazylia wobec niepodległości Polski w latach 1914–1918, „Niepodległość i Pamięć”, tom XXV, z. 2 (62), 2018, s. 75–94.
- Tadeusz Kalita „Spóźniony” melduje. Okupacja niemiecka i rzeczywistość PRL w donosach agenta UB/SB (2018, wyd. 2 poprawione i uzupełnione 2019)
- The Transformation of the Polish Community in Brazil and its Role in Polish-Brazilian Relations, [w:] Brazil-Poland. Focus on Migration (Rio de Janeiro–Warszawa 2019), s. 176–196
- (red.) Polska i Brazylia, daleko, lecz blisko. Tom studiów z okazji 100. rocznicy nawiązania stosunków dyplomatycznych pomiędzy Polską i Brazylią oraz 90. rocznicy powstania Towarzystwa Polsko-Brazylijskiego (Warszawa 2020)
- (red.) Stanisław Makulski, Księga żywota mego. Kartki z życiorysu nauczyciela wiejskiego (Warszawa 2020)
- biogramy w Polskim Słowniku Biograficznym: Mieczysław Róg-Świostek (2017), Stanisław August Thugutt (2021)
- Polskie projekty osadniczo-kolonizacyjne w Brazylii i portugalskich koloniach w Afryce, [w:] Bohdan Łyp, Marzenia o ziemi pod równikiem. Wspomnienia Franciszka Łypa (1888-1971), Warszawa 2021, s. 181–238
- Polacy dla Brazylii = Poloneses para o Brasil, Ministerstwo Spraw Zagranicznych Rzeczypospolitej Polskiej, Warszawa 2022 [współautor: Marek Makowski].
- (red.) 200 lat obecności polskiej w Argentynie. Tom studiów z okazji 100. rocznicy nawiązania stosunków dyplomatycznych pomiędzy Polską i Argentyną, Warszawa, 2022.